# Viktor von Rosen

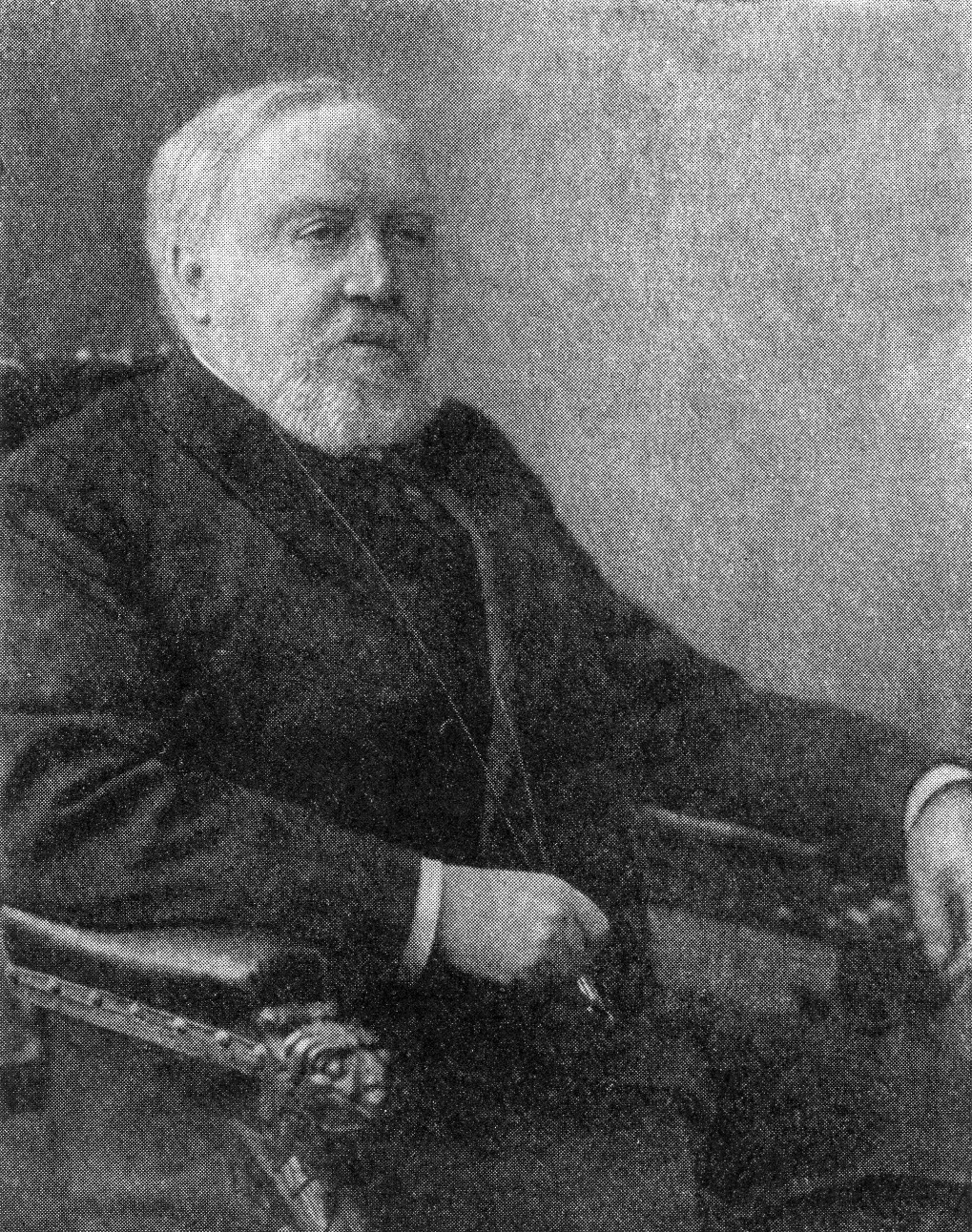

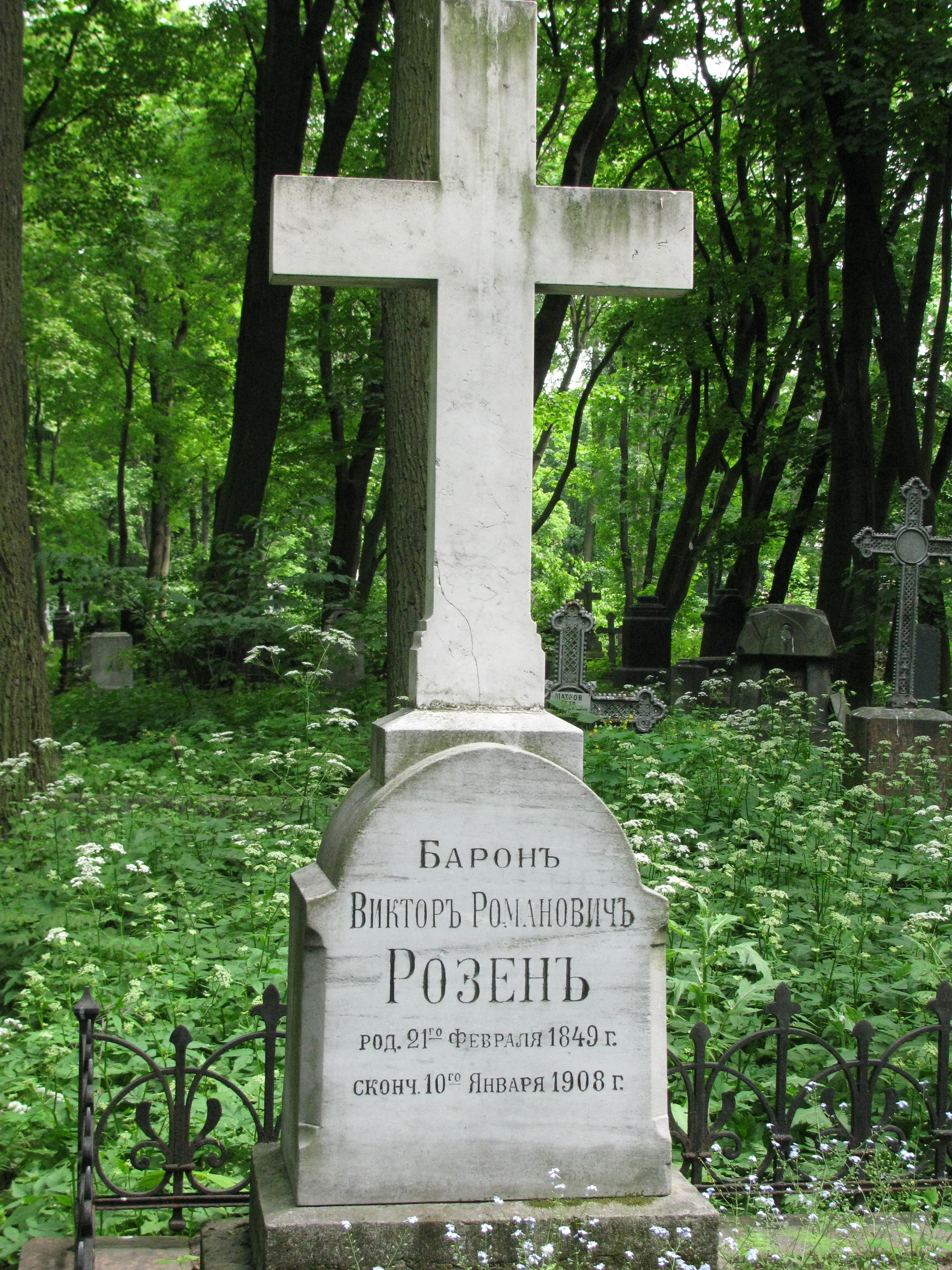

Viktor von Rosen (russisch Виктор Романович Розен; * 9. Februarjul. / 21. Februar 1849greg. in Reval, Russisches Kaiserreich; † 28. Dezember 1907jul. / 10. Januar 1908greg. in St. Petersburg, Russisches Kaiserreich) war ein russischer Orientalist deutsch-baltischer Herkunft.

## Leben

### Herkunft und Familie
Viktor war Angehöriger des Adelsgeschlecht derer von Rosen. Seine Eltern waren der russische Leutnant, Staatsrat und Vizegouverneur von Estland, Robert Freiherr von Rosen (1790–1867) und Elisabeth, geb. Suchanowa (1815–1891).
Er vermählte sich mit Olga Feodossijewna Wesselago († 1923). Aus der Ehe ging ein Sohn Viktor (1885–1912) hervor.

### Werdegang
Rosen besuchte von 1859 bis 1866 die Domschule in Reval und studierte unmittelbar anschließend bis 1870 in St. Petersburg sowie ein weiteres Jahr in Leipzig. Hierauf schloss er 1872 in St. Petersburg 1872 als Magister ab und wurde 1883 ebd. zum Doktor der arabischen Sprache promoviert. Bereits in den Jahren 1872 bis 1883 wirkte er an seiner Hochschule als Dozent, sowie von 1883 bis 1885 dergleichen 1885 bis 1890 als ordentlicher Professor. Rosen war weiterhin von 1876 bis 1882 Adjunkt für mohammedanische Sprachen und Literatur, sowie von 1890 bis 1901. Hiernach wirkte er als ordentlicher Akademiker für Geschichte und Literatur der asiatischen Völker an der Akademie der Wissenschaften. 1902 avancierte er zum Geheimrat. Die Königlich Niederländische Akademie der Wissenschaften (KNAW) nahm ihn 1898 als auswärtiges Mitglied auf. Seit 1885 war er Präsident der Orientalischen Sektion der Kaiserlichen Russischen Archäologischen Gesellschaft, ab 1900 korrespondierendes Mitglied der Königlich Preußischen Akademie der Wissenschaften.

## Auszeichnungen
- Orden der Heiligen Anna, 1. und 2. Klasse
- Sankt Stanislaus Orden, 1. und 2. Klasse
- Ritter 3. Klasse des Ordens des Heiligen Wladimir

## Veröffentlichungen
- Arabskaja chrestomatīja. Sankt Petersburg 1875 – 1876. (Digitalisat)
- Les manuscrits arabes de l’Institut des Langues Orientales. Eggers, Sankt Petersburg 1877. (Digitalisat)
- Notices sommaires des manuscrits arabes du Musée Asiatique. Akademie, Sankt Petersburg 1881. (Digitalisat)
- Annales auctore Abu Djafar Mohammed Ibn Djarir at-Tabari. Brill, Leiden 1883–1884. (Digitalisat)
- Remarques sur les manuscrits orientaux de la collection Marsigli à Bologne. Academie Royale dei Lyncei, Rom 1885. (Digitalisat)
- Manuscrits Persans de l’Institut des Langues Orientales. Avec trois planches. Akademie, Sankt Petersburg 1886. (Digitalisat)
- Notices sommaires des manuscrits arabes du Musée Asiatique. Akademie, Sankt Petersburg 1881. (Digitalisat)
- Pervyj sbornik poslanij Babida Beháullacha. Akademie, Sankt Petersburg 1908. (Digitalisat)